# Cazaci de pe Ussuri
Armata cazacilor de pe Ussuri (în limba rusă: Уссури́йское каза́чье во́йско) a fost o armată căzăcească din Imperiul Rus, situată în Ținutul Primorski, la sud de Habarovsk, de-a lungul râurilor Ussuri, Sungari și pe malurile lacului Hanka.
Armata cazacilor de pe Ussuri a fost înființată în 1889, având la bază o jumătate de batalion de infanteriști din cadrul Armatei cazacilor de pe Amur. Mai târziu, lor li s-au adăugat în principal cazaci din cadrul armatelor de pe Don, din Kuban, dar și din cadrul altor armate. Cartierul general al Armatei de pe Ussuri a fost în orașul Iman. Atamanul Armatei, (care îndeplinea și funcția de guvernator militar al regiunii), era subordonat direct Guvernatorului general al regiunii Amur, care era în schimb atamanul suprem al Armatelor de pe Amur și Ussuri. 
Cazacii de pe Ussuri se aflau în posesia a 6.740 km² de pământ. Ei erau în 1916 în număr de 39.900  de cazaci, care locuiau în șase stanițe și alte 76 de așezări. Cazacii de pe Ussuri asigurau pe timp de pace un batalion de cavalerie (300 de oameni) și un pluton de rezervă. Cazacii de pe Ussuri îndeplineau misiuni de pază al frontierei, de poliție și poștă. 
Cazacii de pe Ussuri au participat la luptele războiului ruso-japonez și la cele ale Primului Război Mondial. În timpul acestui ultim conflict, ei au mobilizat un regiment de cavalerie (600 de oameni), un batalion de cavalerie, un pluton de gardă și șase sotnii cu destinații speciale, în total 2.514 oameni. Cei mai mulți dintre cazacii Armatei de pe Ussuri au luptat de parte albilor în timpul Războiului Civil Rus. 
Armata cazacilor de pe Ussuri a fost desființată în 1922. Ea a fost reînființată în 1990, dar nu a mai avut nicio funcție administrativă. 